# تقطيع الجنين
تقطيع أو بضع الجنين هو إجراء بيطري لاستعادة الجنين المتوفى في الحالات التي لا يمكن فيها إجراء عملية قيصرية أو بسبب تعسر الولادة.

## الإجراء
قد يموت الجنين في رحم أمه أو يموت قبل انتهاء عملية الولادة. قد لا يكون من الممكن أو الممكن دائماً نقل الحيوان إلى طبيب بيطري مع التسهيلات المناسبة لعملية قيصرية. في مثل هذه الحالات ، يمكن إجراء بضع الجنين.
خلال عملية تقطيع الجنين، يتقطع أو يبضع الطبيب البيطري الجنين المتوفى بطريقة تقلل من الصدمة وعدم الراحة للأم. يشار إلى الإجراء بشكل عام فقط على الحيوانات الأكبر حجماً حيث يسمح حجم قناة الولادة باستخدام أدوات متخصصة للمساعدة في إزالة الجنين المشريح.